# Faculdade de Educação São Francisco
A Faculdade de Educação São Francisco (FAESF) é uma faculdade localizada na cidade de Pedreiras-MA mantida pelo Colégio São Francisco. Suas atividades começaram no ano de 2000 com a implantação do curso de Pedagogia. Foi autorizada pela Portaria nº 1353/2000, de 29/08/2000-MEC, publicada no DOU de 30/08/2000.
Progressivamente a FAESF vem implantando novos cursos de Graduação e Pós Graduação Lato Sensu (Especialização).

## História
A Faculdade de Educação São Francisco, foi fundada em 2000 seguindo a visão de Aldenora Veloso Medeiros. A faculdade tem como mantenedor o Colégio São Francisco, uma das mais tradicionais escolas de Pedreiras. Iniciou suas atividades com o curso de Pedagogia. Com o passar dos anos investiu em novos cursos, dentre eles o de Direito, que ainda não foi autorizado pelo MEC (Ministério da Educação).

## Estrutura
Atualmente a faculdade dispõe de: biblioteca, laboratórios de informática, laboratórios de enfermagem e nutrição, reprografia, auditório.

## Graduação
Atualmente, conta com cursos de graduação nas áreas:
- Administração;
- Enfermagem;
- Geografia (Licenciatura);
- Letras (Português/Inglês);
- Pedagogia;
- Nutrição;
- Ciências Contábeis;
- Educação Física.

## Pós-Graduação
Também são oferecidos as seguintes especializações:
- Gestão Educacional;
- Docência do Ensino Superior;
- Programa Saúde da família;
- Saúde do Trabalhador.

## Conceitos
Com relação ao conceito dado pelo Ministério da Educação (MEC), a faculdade conseguiu elevar a sua pontuação de 2 para 4. No entanto a avaliação dos cursos continua baixa, todos eles estão com conceito 2 no ENADE.